# 茅坝镇
茅坝镇，是中华人民共和国贵州省遵义市仁怀市下辖的一个乡镇级行政单位。

## 行政区划
茅坝镇下辖以下地区：
茅坝街道社区、官院村、二合村、安良村、黎明村、石良村、飞龙村、两河村、杨柳村、跃进村、雄峰村、立岩村和岗家村。